# Stegmühle (Hainzell)
Die Stegmühle ist eine der ältesten noch in Betrieb befindlichen Wassermühlen an der Lüder im Hosenfelder Ortsteil Hainzell, Landkreis Fulda, Osthessen. Sie steht am nördlichen Ortsausgang von Hainzell, An der Brücke 8, und verdankt ihren Namen der Tatsache, dass vor dem Brückenbau 1852 dort ein Steg über die Lüder führte.

## Geschichte

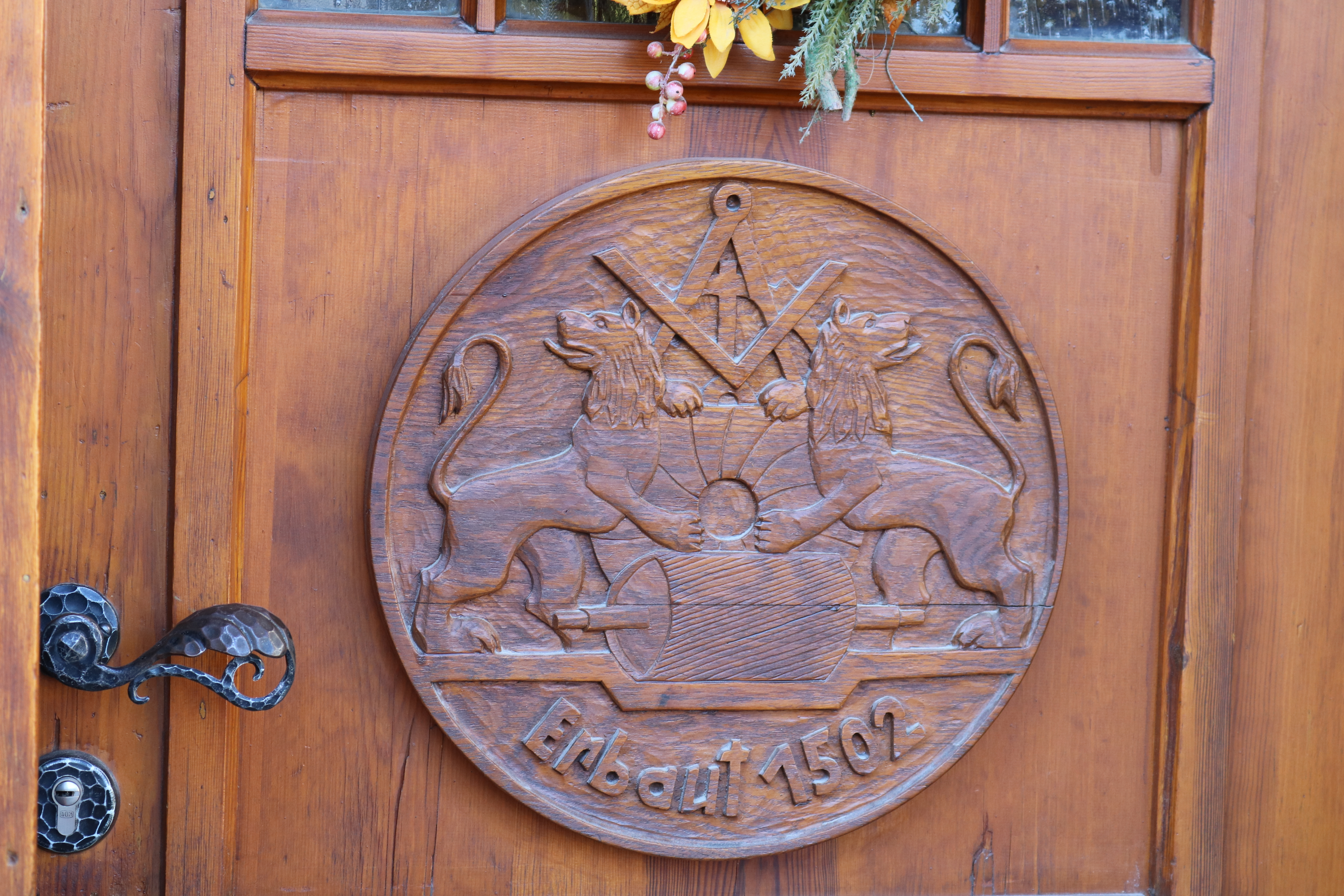
Baujahr der Mühle am Steg über die Lüder in Hainzell

Die erste urkundliche Erwähnung fand die Stegmühle in der Baugenehmigung vom 14. April 1502. Die Genehmigung wurde vom Blankenauer Propst Ebert von Buches, der Äbtissin Anna, der Priorin Elysabet und dem Konvent des Klosters an Wigand Morn, dessen Ehefrau Margret und beider Erben erteilt. Sie beinhaltete den Bau einer Mahl-, Schlag- und Walkmühle. Die Mühle stand an einer Furt durch die Lüder, wo seit 1852 die heutige Steinbrücke steht.
Bis 1910 war die Mühle noch eine Öl- und Mahlmühle mit zwei Wasserrädern aus Holz. Eines der zwei Wasserräder war defekt und wurde mit der Ölmühle im gleichen Jahr ausgebaut. Im Jahre 1926 war auch das zweite Mühlrad defekt und wurde durch ein eisernes Mühlrad mit einem Kammradgetriebe von der Firma König aus Fulda ersetzt. Das neue Wasserrad wurde mit Pferden und drei Leiterwagen von Fulda nach Hainzell (ca. 20 Kilometer) gebracht und vor Ort zusammengenietet. Dieses Wasserrad dreht sich noch heute und treibt die Mühle an. 1935 wurde der Mahlgang durch einen Walzenstuhl ersetzt. 1965 wurde der Sechskantsichter durch einen Plansichter ersetzt.

## Heutiger Betrieb
Die Mühle ist eine Rückschüttmühle, von denen in Deutschland nur noch wenige arbeiten, mit einer intensiven Reinigungsanlage, einem Walzenstuhl, einem Plansichter und einem Schrotgang. Eine Aspirationsanlage besaugt die Maschinen und das Rohrsystem. Die Produkte werden durch Schnecken und Elevatoren vom Keller bis unter das Dach gefördert. Alle Maschinen, die zur Reinigung des Getreides notwendig sind, befinden sich in der Mühle und werden täglich zur Mehlproduktion genutzt.
Es werden Roggen, Weizen und Dinkel aus kontrolliert-biologischem sowie aus konventionellem Anbau vermahlen. Das gewonnene Mehl wird an Bäckereien, Selbstvermarkter und private Haushalte verkauft. In dem der voll funktionsfähigen und noch produzierenden Museumsmühle angegliederten Mühlenladen werden Mühlenprodukte verkauft.

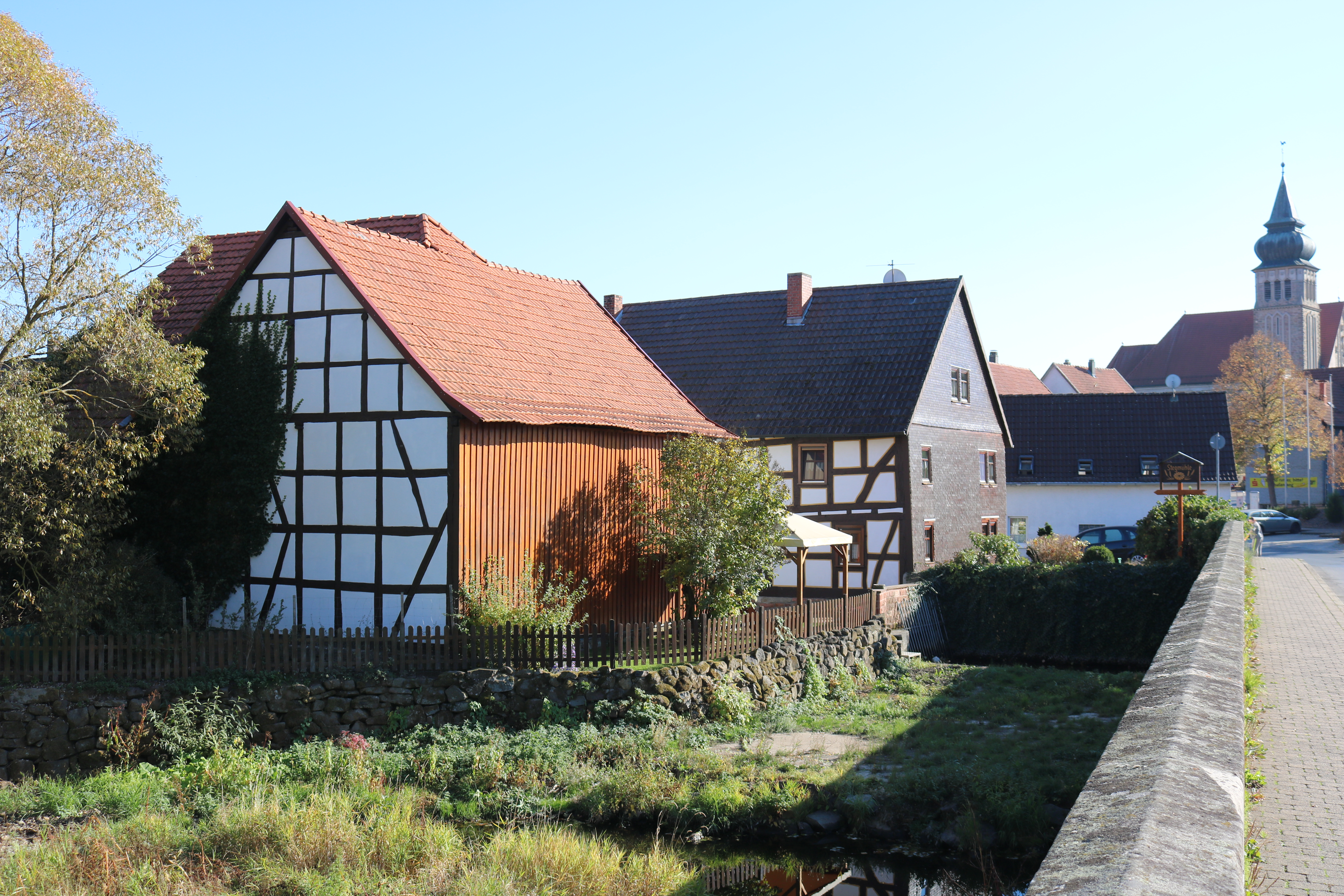
Die Stegmühle bei extrem niedrigem Wasserstand im Jahr 2018 (von Nordwest)
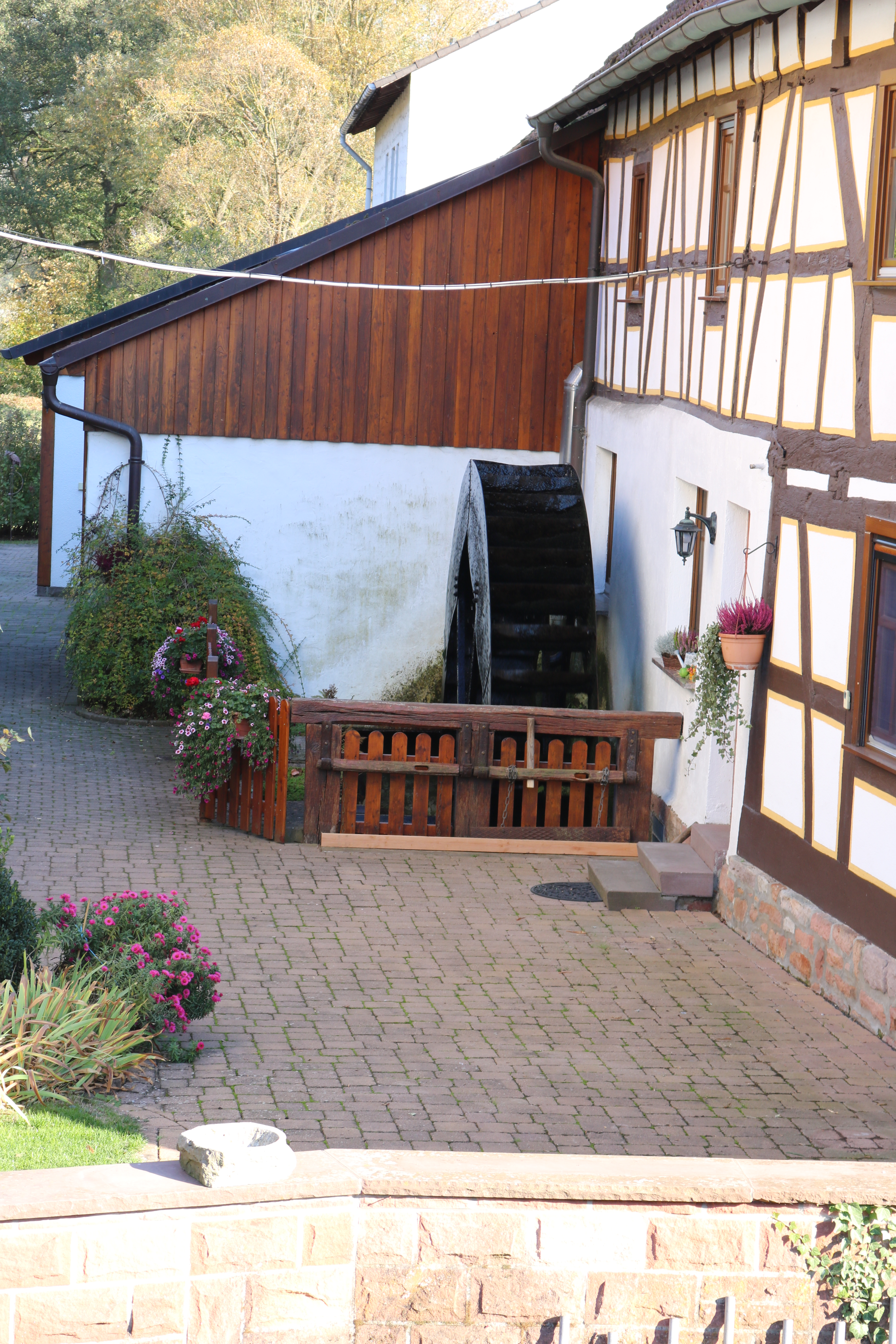
Das heutige Mühlrad
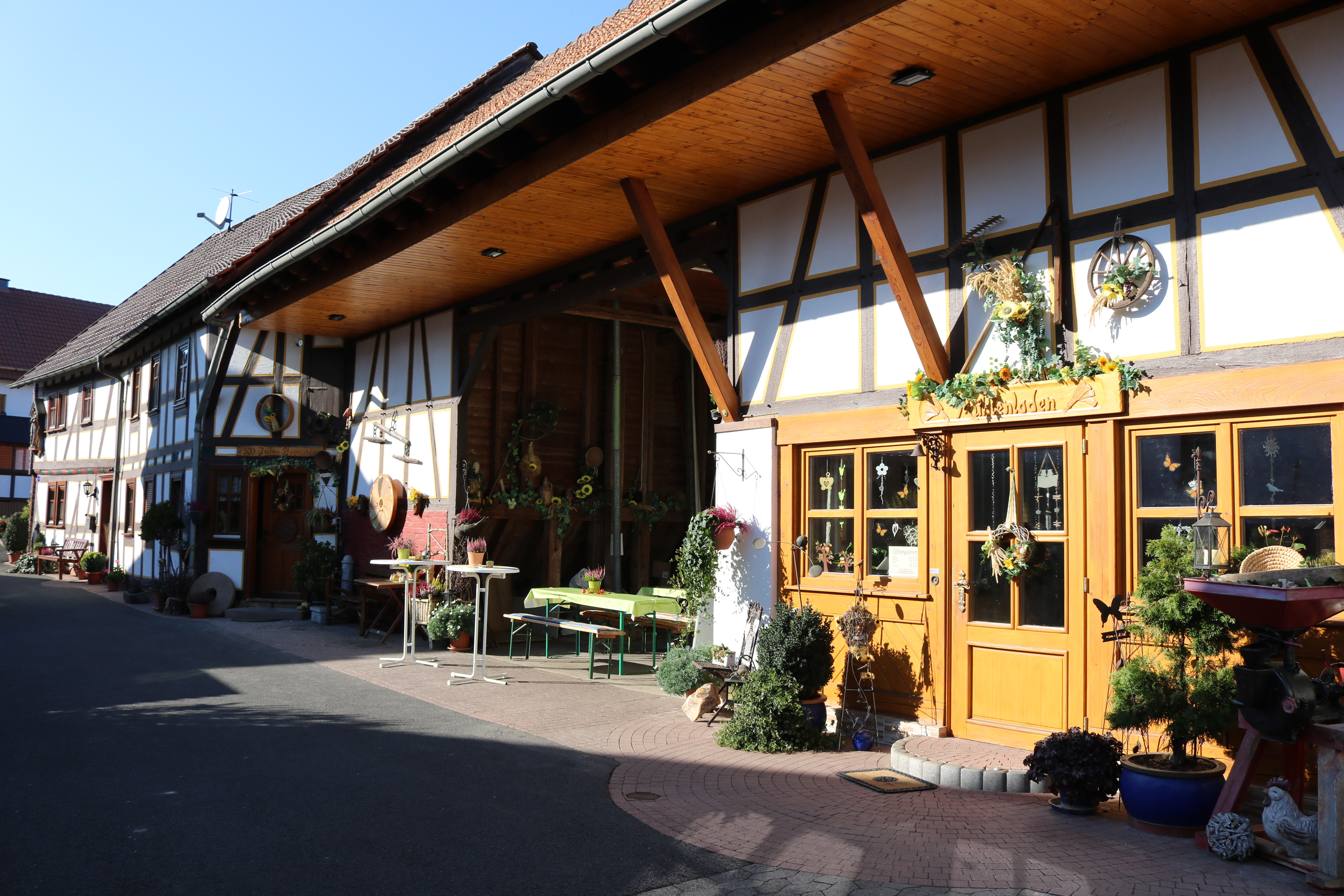
Hofansicht der Stegmühle (links historischer Mühleneingang – rechts der heutige Mühlenladen)
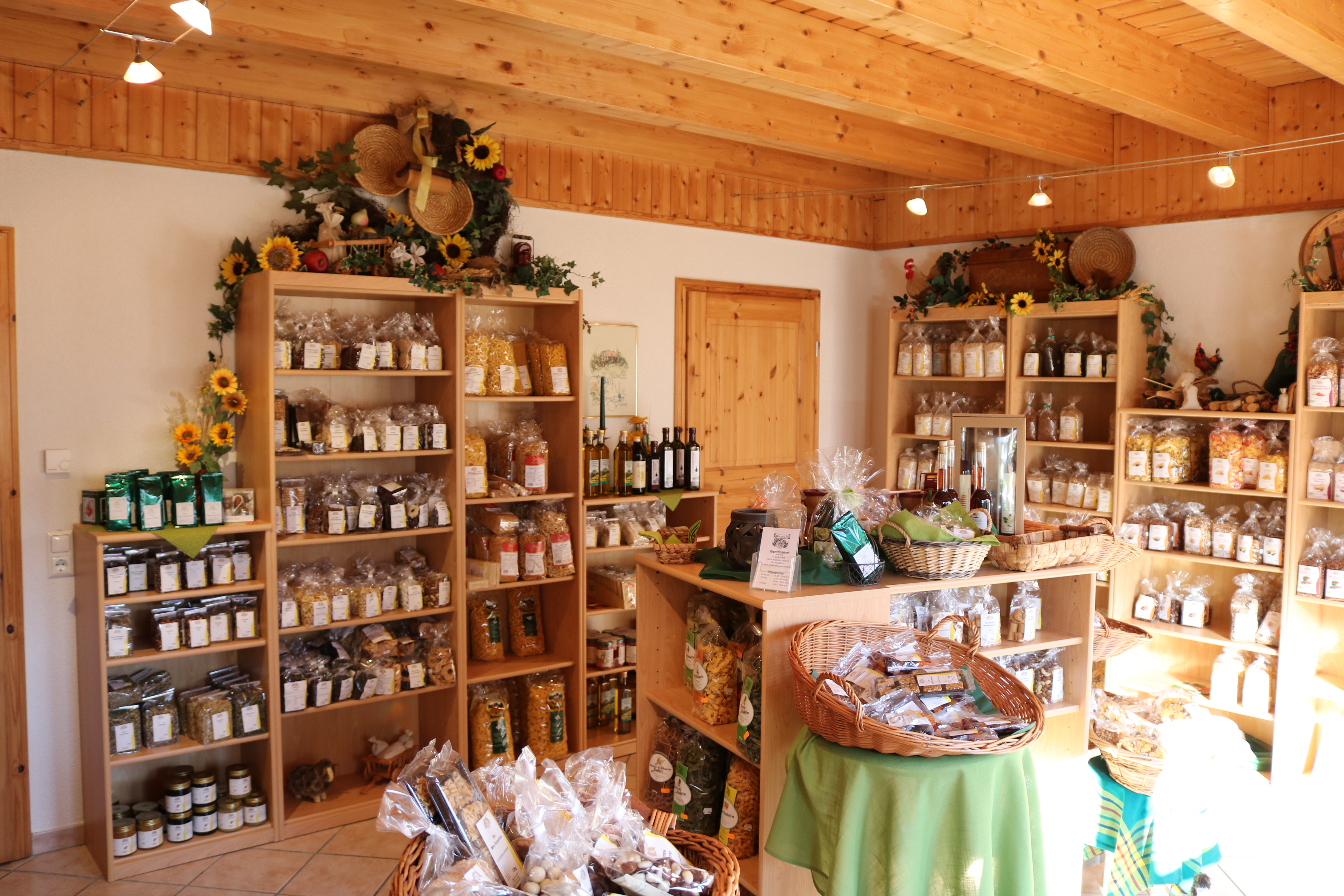
Der Mühlenladen